# ولادیمیر پیکالوف
ولادیمیر کرپویچ پیکلاوف (روسی: Владимир Карпович Пикалов؛ ۱۵ سپتامبر ۱۹۲۴ – ۲۹ مارس ۲۰۰۳)، سرلشکر شوروی بود که از سال ۱۹۶۸ تا ۱۹۸۸ به نیروهای شیمیایی اتحاد جماهیر شوروی خدمت کرد. او مسئول واحدهای نظامی ویژه در محل فاجعه نیروگاه هسته ای چرنوبیل بود. پیکالوف بعد از ظهر ۲۶ آوریل ۱۹۸۶ به صحنه انفجار آمد و فرماندهی چرنوبیل را به عهده گرفت. در دسامبر ۱۹۸۶ او عنوان قهرمان اتحاد جماهیر شوروی را به خاطر نقشش در مهار فاجعه دریافت کرد.
در طی جنگ جهانی دوم چند بار مجروح شد و در جنگهای مسکو، استالینگراد و کورسک شرکت داشت.